# Brona kolczatka
Brona kolczatka – brona składająca się z kilku sekcji doczepianych do belki zaczepowej. Sekcja tej brony składa się z ramy z ułożyskowanym w niej walcem, do którego wkręcane są rozmieszczone spiralnie zęby. Walce z zębami wykonują ruch obrotowy, dobrze rozdrabniając bryły gleby.